# Murrgau
Der Murrgau (in Urkunden: Murrachgowe, Murrahgouue, Murragouue, Murrechgouue), benannt nach der Murr, einem rechten Seitenfluss des Neckars, war ein früh- und hochmittelalterlicher Gau in Austrasien, später im Ostfränkischen Herzogtum des Ostfränkischen Reichs und schließlich im Heiligen Römischen Reich. Bis 746 war er Grenzgau zur südlich gelegenen Alemannia. Die Malstatt der zentralen Grafschaft Ingersheim lag zunächst wohl im ehemaligen Römerkastell in Benningen oder im ehemals alemannischen Huntare-Hauptort Murr und vermutlich nach 746 nordwestlich von Großingersheim. Weitere wichtige Orte waren in unterschiedlichen Epochen Marbach, Steinheim, Großbottwar, Oberstenfeld, Backnang, Wolfsölden und Murrhardt.

## Räumliche Eingrenzung

Gebiet, Orte und Grenzen des früh- und hochmittelalterlichen Murrgaus

Die Berghöhen rechts und links des Neckartals und seiner Seitentäler waren zu Beginn der fränkischen Herrschaft im Gebiet des Murrgaus in der Regel dicht bewaldet und wurden erst nach und nach gerodet und im Zuge des fränkischen Landausbaus besiedelt. Im Murrtal war dies vor allem im Süden und Osten der Fall. Dort können die damaligen Gaugrenzen nicht mit starr festgelegten Grenzen, wie sie heute zwischen Verwaltungseinheiten existieren oder wie es beim römischen Limes der Fall war, beschrieben werden. Vielmehr bildeten die Etter bzw. Weichbilder der jeweiligen Orte die Grenze des Einflussbereichs.
Die im Norden angrenzenden Schwäbisch-Fränkischen Waldberge und die Löwensteiner Berge waren zunächst ebenfalls mit dichtem Urwald bewachsen und blieben bis auf wenige Ausnahmen bis zur fränkischen Ausbauzeit unbesiedelt. Den nördlichsten Punkt des Murrgaus bildete somit Gronau. Einzelne Fernwege, oft den sich auflösenden römischen oder vorzeitlichen Wegen und Straßen folgend, verliefen dennoch wohl auch durch diese abgelegenen Landschaften und verbanden frühe, meist lokale Macht- und Handelszentren entlang der Südgrenze Austrasiens.
Die Lage zur im Süden gelegenen Alemannia machte den Murrgau bis zum Cannstatter Blutgericht von 746 zu einer Art Markgrafschaft, obgleich keine der hier ansässigen Geschlechter sich als Markgrafen ausgaben oder so bezeichnet wurden. Dennoch lassen sich auch heute noch Ortsbezeichnungen entlang dieser Stammesgrenze ableiten (im Murrgau z. B. Marbach, 972: Marcbach oder die Schweißbrücke, 1310: Swabesprugge). So lagen die Orte Möglingen, Pflugfelden, das abgegangene Geisnang, Oßweil, Poppenweiler, Hochdorf, Bittenfeld, Siegelhausen, Weiler zum Stein, Nellmersbach, Hertmannsweiler, Öschelbronn, Rudersberg, Althütte und Welzheim auf alemannischem Gebiet. Eglosheim bildete somit den südwestlichsten, Heiningen und Murrhardt sowie die nicht urkundlich in die Zeit der frühmittelalterlichen Gaupolitik fallenden Orte in der Backnanger Bucht bildeten die südöstlichen Orte des Murrgaus.
Konkreter lässt sich die Grenze zu den benachbarten fränkischen Gauen im Westen und Nordwesten nachvollziehen: Asperg und Tamm werden dort bereits dem Glemsgau zugerechnet, Bietigheim und Hessigheim werden als im Enzgau gelegen genannt. Eglosheim, Heutingsheim, Geisingen und Ingersheim waren dagegen die westlichen Murrgauorte.
Gemmrigheim, Neckarwestheim, das abgegangene Itzingen beim Liebenstein, Ilsfeld, Auenstein, die Vorgängersiedlungen Beilsteins, das abgegangene Kratzheim beim Oberstenfelder Petersberg und Winzerhausen mit dem Wunnenstein werden dem Schozachgau zugerechnet. Ottmarsheim, Großbottwar, Oberstenfeld und Gronau bildeten somit die nordwestlichen Murrgauorte.
Im Nordosten begrenzte der Brettachgau mit Stangenbach, Mainhardt und Oberrot den Murrgau. Aspach mitsamt den Gebieten um Kurzach, Nassach und den späteren Orten Jux und Spiegelberg sowie Strümpfelbach, Oppenweiler und Sulzbach waren also die nördlichen Murrgauorte.
Der Kochergau mit Westheim, Gaildorf, Laufen und Fichtenberg grenzte im Osten an den Gau, der mit den Aussiedlungen und Rodungen Murrhardts sein östliches Ende fand.

### Urkundliche Ersterwähnungen der im Murrgau gelegenen Orte
Im Fuldaer Schenkungsbuch werden genannt:
- Benningen (779: Bunninga)
- Bottwar (779: Boteburon)
- Ingersheim (779: Ingiheresheim)

Im Lorscher Codex werden genannt:
- Ottmarsheim (767?: Autmarsheim)[26]
- Rielingshausen (776?: Reginherishusen)[27]
- Zwingelhausen (794: Austrenhusen)[28]
- Pleidelsheim (794: Blidolvesheim)[28]
- Erbstetten (794: Stetin)[28]
- Steinheim (832: Steinheim)[29]
- Beihingen (844: Biginga)[30]
- Eglosheim (844: Hegolvesheim)[30]
- Geisingen (844: Gisingheim)[30]
- Höpfigheim (844?: Hofoheim)[30][31]
- Aspach (859: Asbach)[32]

Im Württembergischen Urkundenbuch werden genannt:
- Murrhardt (788: Murrahart)[33]
- Erdmannhausen (816: Erkenmarishusen)[34]
- Sulzbach (816: Sultzbach)[34]
- Affalterbach (972: Affaltrebach)[14]
- Heutingsheim (972: Hutingesheim)[14]
- Marbach (972: Marcbach)[14]
- Murr (972: Murra)[14]
- Weikershausen (abgegangen; 972: Husa)[14]
- Oberstenfeld (1016: Oberestenvelt)[35]
- Oppenweiler (1114: Oppiwiler)[36]
- Heiningen (1134: Huningen)[37]
- Wolfsölden (1134: Wolfesselden)[37]

In einer Urkunde des Bistums Augsburg von 1067 wird zudem Backnang (Baccananc) genannt.

## Geschichte

### Beginn der Landnahme durch die Franken
Bis um 500 waren die Gebiete des späteren Murrgaus Teil der Alemannia, die sich bis dahin noch bis zum Main und fast bis nach Mainz erstreckte. Die sich nach Norden und Westen ausbreitenden Alemannen trafen seit dem Beginn des 5. Jahrhunderts immer wieder auf die nach Süden und Osten expandierenden Franken. Dadurch baute sich eine Spannung zwischen beiden Völkern auf, die sich schließlich in den großen Schlachten von 496 bei Tolbiacum und 506 bei Straßburg entluden. Die Alemannen hatten das Nachsehen, räumten daraufhin teilweise unfreiwillig das Elsass und den nördlichen Teil ihres Gebietes bis etwa zur Grenzlinie Asperg–Lemberg–Hagberg und zogen sich unter Schutz des Ostgotenkönigs Theoderich der Große in den südlichen Teil ihres Stammesgebiets und die angrenzenden Alpen zurück.
Seit dieser Zeit wurde das Gebiet des Murrgaus zunächst wohl mit fränkischen Königszinsern besiedelt.
Das westliche Kernsiedlungsland des Gaus, um die alte römische Siedlung des Vicus Murrensis, die sich von Benningen das untere Murrtal bis Steinheim hinaufzog, sowie in der Pleidelsheimer Ebene und dem gegenüberliegenden Neckarufer, als auch im Bottwarer und Backnanger Becken, war bereits recht dicht von alemannischen Siedlungen und Höfen durchzogen. Deren Beziehungen zueinander scheinen noch heute in den Ortsnamen die auf -ingen enden sichtbar (Beihingen, Benningen, Geisingen, Neckarweihingen, im Osten Heiningen). Die ersten fränkischen Siedler gründeten zunächst dann wohl ab dem 6. Jahrhundert die auf das Grundwort -heim enden Orte (Eglosheim, Ingersheim, Mundelsheim, Ottmarsheim, Pleidelsheim, Steinheim). Ein Phänomen für diese fränkisch-alemannische Grenzregionen sind die fränkischen -heim-Neugründungen in vormals alemannischen -ingen-Siedlungen, diese Orte enden auf -igheim oder -ingsheim (Hessigheim, Heutingsheim, Höpfigheim).

### Zeit des fränkischen Landausbaus
Spätestens seit der Regierung des Merowingerkönigs Dagobert I. (624–639) bis zur Zeit Kaiser Karls des Großen um 800, begannen die Franken ihre Gaue gezielt durch Rodung und Besiedlung auszubauen. Dies geschah im Murrgau flussaufwärts wohl häufig aus den frühen fränkischen -heim-Orten. So wurden die östlich Steinheims liegenden -hausen-, -hof- und -bach-Orte (Aspach, Lehrhof, Zwingelhausen, Rielingshausen, Erdmannhausen, vermutlich auch Marbach, Affalterbach und Kirchberg sowie die abgegangenen Orte Sigebotsbuch, Kaisersberg, Hornungshofen, Egolfshofen und Weikershausen) vermutlich von hier ausgegründet. Vielleicht auch früher schon Erbstetten und vermutlich später der Frühmeßhof (1344–1392: Atzstetten), Fürstenhof und die inzwischen abgegangenen Orte Wüstenasbach (heute Wüstenbachhof), Waibstatt, Kronfeld und Schwabstetten.
Von Bottwar und später Lichtenberg und Oberstenfeld aus wurden vermutlich der Sauserhof, Hof- und Lembach, Kleinbottwar, Oberstenfeld, Kleinaspach, Allmersbach am Weinberg, Völkleshofen, Rietenau, Einöd, Altenberg, Jettenbach, Billensbach, Kaisersbach, Etzlenswenden, Gronau, Prevorst, Warthof, Kurzach, Nassach und Röhrach angelegt, sowie die abgegangenen Orte Kratzheim, Glashausen, Schmaleneck und das Hausen, in dem die spätere Stadt Beilstein aufgegangen ist. Wahrscheinlich auch Winzerhausen und der Holzweilerhof und vielleicht auch Ottmarsheim und Mundelsheim samt dem abgegangenen Weiler Tiefenbach.
In der Backnanger Bucht und die Murr flussaufwärts bis Murrhardt wurden Zell, Hausen bei Murrhardt und sämtliche -weiler-Orte angelegt (Blindweiler, Cottenweiler, Ellenweiler, Hohnweiler, Lippoldsweiler, Oppenweiler, Sachsenweiler, Schleißweiler, Schlichenweiler, Streitweiler, Vogtsweiler, Waldenweiler, Wattenweiler u. a.) und wohl bald darauf auch die Ortschaften, die durch Toponyme beschrieben werden (Schöntal, Maubach, Allmersbach im Tal, Heutensbach, Dresselbach, Unterweissach, Oberweissach, Brüden, Steinbach, Aichelbach, Strümpfelbach, Reichenbach, Reichenberg, Sulzbach, Siebersbach, Bartenbach, Fautsbach u. a.).

### Kirchliche Verhältnisse

Das Landkapitel Marbach und die spätmittelalterlichen Diözesangrenzen im Gebiet des ehemaligen Murrgaus.

Das von den Franken annektierte Gebiet am mittleren Neckar lag im Verwaltungsbereich des Erzbistums Mainz und war zunächst wohl bis zur alemannischen Grenze im Süden durchweg dem Bistum Worms zugeordnet. Die frühesten Kirchen bildeten dabei wohl Kapellen im Sinne von Eigenkirchen auf oder bei den Wirtschaftshöfen der fränkischen Grundherren. Diese meist der Maria geweihten Kapellen werden in den ehemaligen römischen Kastellorten Benningen (heute Annakirche), Murrhardt (heute Walterichskirche) und wohl auch in der im Murrgau am frühesten erwähnten Kirche in Beihingen (heute Amanduskirche) vermutet. Die abgegangene Klosterkirche des Klosters Mariental in Steinheim und die Kirche in Allmersbach im Tal (heute Annakirche) waren später ebenfalls der Maria geweiht. Auch in Backnang, Großaspach, Großbottwar und Wolfsölden gab es Frauenkirchen und -kapellen (Unserer lieben Frau), die inzwischen allesamt abgegangen sind.
Die ältesten Kirchen mit den auch im Hochmittelalter oft noch größten Sprengeln waren den Hausheiligen der Franken Martin von Tours (Großingersheim, Großbottwar, Steinheim und möglicherweise Affalterbach, das sein Patrozinium vermutlich vom benachbarten alamannischen Siegelhausen erhielt) und dem Erzengel Michael (Wunnenstein, Asperg, Ebersberg und Backnang) geweiht. Ebenso zeugen weitere Patrozinien im Murrgau auf den ursprünglichen Einfluss Worms. Denn es finden sich noch der im Kloster Neuhausen verehrte Cyriakus (Gronau) und die in Worms verehrten Heiligen Amandus (Beihingen) und Petrus (Murr, Rielingshausen, Oberstenfeld, Oberbrüden).
Um 742 wurde das Bistum Würzburg gegründet und das Murrgau daraufhin diesem zugeschlagen. Patrozinien, die sich mit Würzburger Heiligen in Verbindung bringen lassen, gibt es nur vereinzelt. So finden sich Januarius (Erdmannhausen), Kilian (Wüstung Tiefenbach, heute Friedhofskirche Mundelsheim, ehemaliges Doppelpatrozinium in Großbottwar) und der in dieser Zeit in Fulda verehrte Mauritius (Pleidelsheim, Fornsbach).
Wesentlich nachhaltiger machte sich noch vor 800 ein erneuter Diözesanwechsel des Murrgaus zum Bistum Speyer bemerkbar. Denn der östlichste Teil des Gaus wurde dabei kirchlich abgetrennt und allein Murrhardt blieb würzburgisch, während der westliche Teil des Gaus, ab Sulzbach flussabwärts, speyerisch wurde. Der speyerische Teil unterstand dem Archidiakonat St. Guido und war zunächst wohl im Landkapitel Murr und später Marbach zusammengefasst. Da dieses Landkapitel das einzige speyerische Gebiet rechts des Neckars darstellte und regelrecht keilförmig in die benachbarten Bistümer hineinragte, grenzte es kurioserweise gleich an vier andere Bistümer: im Norden an Worms, im Osten an Würzburg, im Süden und Südosten an die alemannischen Bistümer Konstanz und Augsburg. Viele der Patrozinien, deren Heiligenverehrung später als 800 einsetzte, gehen schließlich auf die speyerische Verwaltungszeit zurück. Für den Zeitraum des Murrgaus sowie das Hochmittelalter finden sich Alexander (Marbach), Gallus (Oberstenfeld), Hippolyt (Ottmarsheim), Jakobus (Oppenweiler), Johannes Baptist (Backnang, Oberstenfeld), Katharina (Eglosheim), Laurentius (Erbstetten, ehemaliges Doppelpatrozinium in Großingersheim, Neckarweihingen), Lukas (Kirchberg), Nikolaus (Geisingen, Mundelsheim), Pankratius (Backnang), Ulrich (Rietenau, Sulzbach), Stephanus (Steinbach) und Veit (zeitweise in Steinheim, heute Martinskirche).
Um 816 wurde im späteren 3. Landkapitel (Schwäbisch Hall) des 4. Archidiakonats im würzburgischen Teil des Murrgaus das Kloster Murrhardt mit der Klosterkirche St. Januarius (heute Stadtkirche mit später angebauter Walterichskapelle) gegründet, das aber auch im speyerischen Teil wesentliche Besitzungen hatte. So waren die Januariuskirchen in Erdmannhausen und im bereits in der Alemannia gelegenen Oßweil sowie die Ulrichskirche in Sulzbach und die Kilianskirche in Fichtenberg im Kochergau Eigenkirchen des Klosters. Weitere frühe Besitzungen waren zudem ein bedeutender Wirtschaftshof in Großbottwar (mit der später profanierten Allerheiligenkirche) und Güter in Laufen am Kocher und Orendelsall sowie vermutlich auch in Zell bei Oppenweiler.
Die nicht erwähnten Agatha-, Anna-, Juliana-, Georgs-, Wendelins- und Wolfgangskirchen und -kapellen sind wohl späteren Datums. Ein Patrozinium sagt zudem nicht zwangsläufig etwas über das Alter einer Kirche aus.

### Ende des Murrgaus

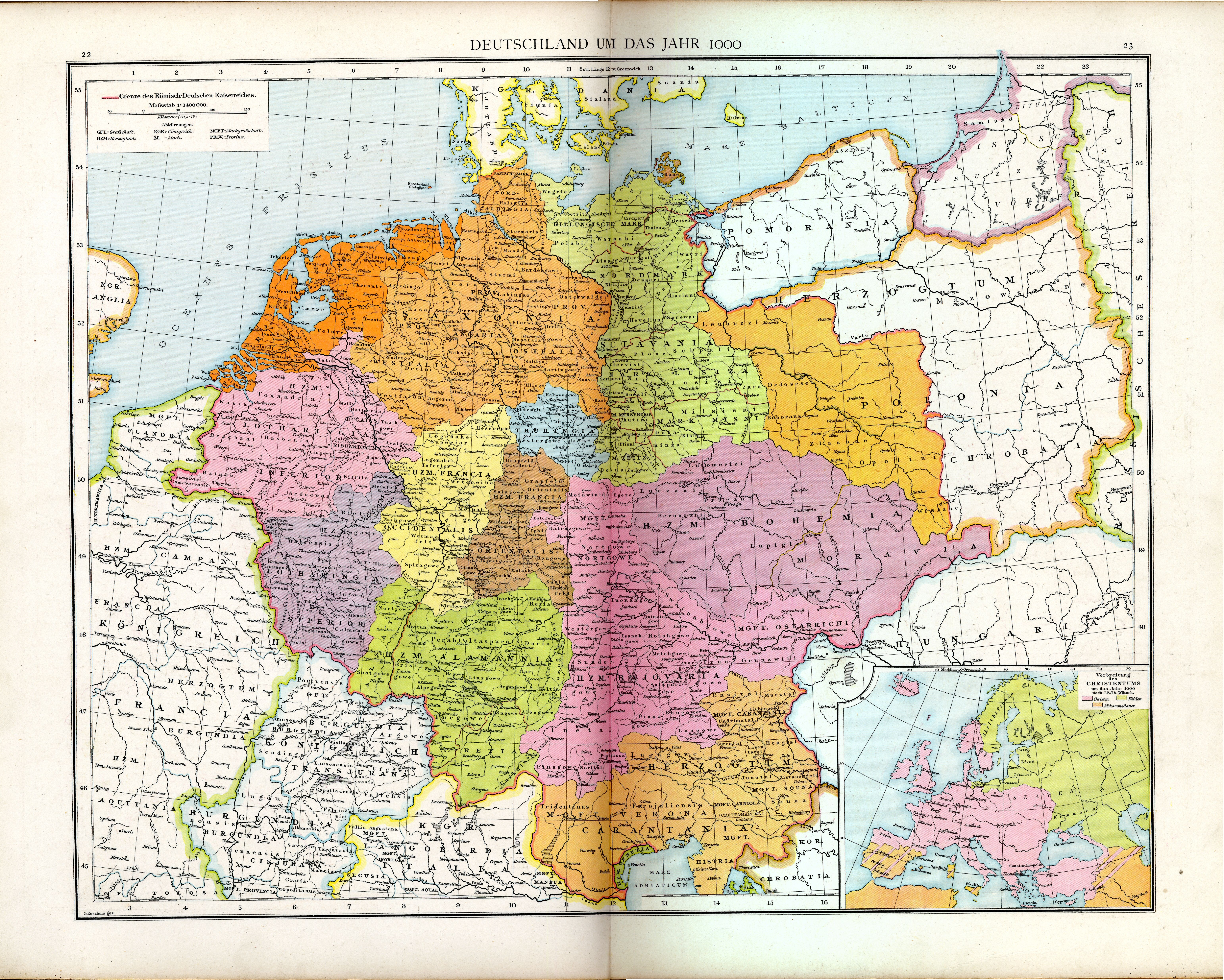
Die Gaue des Heiligen Römischen Reichs um 1000.

Seit der Zeit um den Wolvaldschen Vertrag (972), spätestens aber ab der Regierungszeit Kaiser Konrads II. (1027–1039) verlor die Verwaltungseinheit der Gaue an Bedeutung für die politischen Beziehungen innerhalb der einzelnen Orte und nach außen. Mit fortschreitender Feudalisierung änderte sich die Verwaltungslandschaft im Heiligen Römischen Reich. Das seit den Karolingern geltende Gaugrafenrecht wurde zunehmend zu einem System dynastischer, von den Stammburgen aus regierter Einflussbereiche, die sich „nur noch wenig dem amtsrechtlichen Zugriff des Königs fügten“ und wurde schließlich durch das Ministerialientum quasi ersetzt. Davon profitierten zunächst lokale Grafen und Herrschaften (Ingersheim/Calw, Steinheim, Teck, Vaihingen, Löwenstein, Lichtenberg, Wolfsölden), aber auch religiöse Zentren und Verwaltungen (Marbach, Steinheim, Oberstenfeld, Backnang, Murrhardt). Auf Dauer führte dies allerdings zu einer immer größeren Besitzzersplitterung und im ausgehenden Spätmittelalter und der Neuzeit zu den sich immer weiter ausbreitenden Territorialstaaten (Württemberg, Baden).

## Grafen und Herrschaften
Die Quellenlage zu den in der Zeit der Gaugrafenverfassung Karls des Großen handelnden Grafen und Grundherren ist recht spärlich. Hier sollen deshalb auch Graf- und Herrschaften erwähnt werden, die zum Teil zwar nach dem Ende des Murrgaus entstanden sind, sich aber aus dessen Historie entwickelt haben. Die nachstehende Auflistung ist deshalb auch nicht chronologisch, sondern geografisch, von West nach Ost, dem namensgebenden Fluss Murr aufwärts folgend geordnet.

### Murrgaugrafen/Grafen von Calw/Grafen und Herren von Ingersheim
Über den Leitnamen Adalbert der Ingersheimer Grafen, lässt sich annehmen, dass ihre Vorfahren aus dem Worms- und Lobdengau kamen und sich über die Herrschaft im Elsenzgau und Neckargau zur südlichen Reichsgrenze an die Alemannia hin und schließlich auch darüber hinaus ausdehnten.
Im Lehensvertrag des Speyerer Bischofs und dem Marbacher Diakon von 972, wird Ingersheim zum ersten Mal als Gerichtsplatz dieser Grafschaft genannt.
Die von Dr. Willi Müller anhand der Flurnamen nachgewiesene Thingstätte im Sendachtal (heute: Siegentalgraben), die um 1100 nördlich von Großingersheim im Hirsauer Codex genannt wird, muss schon sehr lange bestanden haben. Daraus, aus den wenigen schriftlichen Quellen und den immer wieder deutlich werdenden familiären Beziehungen der anderen Adligen des Gaus zu den Grafen von Ingersheim, lässt sich deren lokale Vorherrschaft ableiten.
Der erste erwähnte Murrgaugraf, der wohl in direkter Verwandtschaft mit den Ingersheimern steht, ist ein zwischen 950 und 976 in Großbottwar erwähnter Graf Burkhard. 1009 ist ein Graf Adalbert in Marbach bezeugt, 1027 wird dann ein Graf Ruotker erwähnt.
Die Murrgaugrafen hatten zeitweise auch die Herrschaft über die benachbarten Gaue Schozachgau, Zabergau, Enzgau und Glemsgau sowie die dahinterliegenden Gaue Gartachgau, Würmgau und Ufgau inne.
Mit Adalbert II. nannte sich der Hauptzweig der Familie seit spätestens 1037 nach seiner neuen Stammburg im Nagoldtal Grafen von Calw. Als solche stellten sie mit Bruno von Calw zeitweise den Bischof von Metz und hatten mit Gottfried I. von Calw die prestigeträchtige Pfalzgrafschaft bei Rhein sowie die Vogteien, nicht nur über ihre eigenen gestifteten Klöster in Hirsau, Sindelfingen und Reichenbach (bei Baiersbronn), sondern auch über das Reichskloster Lorsch inne. Diesem Zweig entstammen auch die späteren Grafen von Vaihingen und die Grafen von Löwenstein.
Als Familienglieder die weiterhin nach ihrem ursprünglichen Stammsitz benannt waren, gelten die Grafen und Herren von Ingersheim mit folgenden Personen:
- Graf Eberhard von Ingersheim (genannt 1037 als Zeuge in der Öhringer Stiftungsurkunde; vermutlich ein Sohn oder Neffe Graf Adalberts I.)[80]
- Burkhard von Ingersheim (genannt um 1090 als Zeuge im Hirsauer Schenkungsbuch)[81]
- Bertold von Ingersheim (genannt 1134)
- Adalbert von Ingersheim (genannt 1147 und 1148)
- Adalbert von Ingersheim (genannt 1197)
- Dietrich von Ingersheim (genannt 1228)[82]

### Graf Kunibert
Die Familie des rätselhaften Graf Kunibert, dessen Besitz in Austrasien weit verstreut war, stammte vermutlich aus dem fränkischen Grabfeldgau um Bamberg oder aus Bayern, möglicherweise aus der Gegend um Freising. Da sich die in seinen Schenkungen genannten Orte häufig an wichtigen frühmittelalterlichen Wegkreuzungen und Flussübergängen befanden, gibt es Annahmen, er hätte die Funktion eines königlichen „Straßeninspekteurs“ und wäre so zu seinem auffällig dichten Besitz in der mittleren Neckargegend gekommen. Auf seine Schenkungen von 779 an das Kloster Fulda gehen mit die ältesten Ersterwähnungen dreier zentraler Orte des Murrgaus zurück: Benningen, Ingersheim und Bottwar. Eine verwandtschaftliche Nähe des Grafen zu den Ingersheimern wurde von manchen Historikern vermutet, mitunter weil er wohl auch in den Einflussbereichen der späteren Calwer Seitenlinien Calw-Vaihingen und Calw-Löwenstein größere Besitzungen hatte. Diese These wird heute jedoch angezweifelt.

### Diakon Wolvald/Wolfolte
Im Jahr 972 erhielt der Bischof von Speyer Balderich als Tauschgeschäft äußerst großzügig ausgestattetes Lehen im Amtsbereich des Marbacher Diakon Wolvalds (auch: Wolfolt; 972: Wolvald). Auch durch diese Urkunde fanden viele Orte des Murrgaus ihre Ersterwähnung, so werden folgende Orte hier das erste Mal schriftlich genannt: Marbach, Murr, Heutingsheim, Affalterbach und das abgegangene Weikershausen.
Wolvald entstammte vermutlich den ehemals fränkischen Hausmeiern der Wolfolte von St. Mihiel an der Maas bei Verdun, die harte Gegner der frühen Karolinger waren. Genauer gesagt, vermutlich dem bayrischen Teil der weitverzweigten Familie der Wolfolte, die sich um das Kloster Schäftlarn gruppierten und zu denen auch der Murrhardter Klostergründer Walterich zählte. Eine verwandtschaftliche Beziehung zu den bayrischen Walterichen scheint deshalb wahrscheinlich, ebenso zu den fränkischen Aldonen aus dem Lobdengau, die auch im Murrgau in der Steinheimer und Großbottwarer Gegend reich begütert waren. Auch eine Verwandtschaft mit den Grafen von Ingersheim kann vermutet werden.

### Aldonen/Rudinge/Herren von Steinheim
Hans-Ulrich Schäfer beschreibt im Buch zur Geschichte der Stadt Marbach (Band I. bis 1871) sehr ausführlich und recht gut belegt die Lobdengauer Stiftergruppe der von ihm so benannten Aldonen (nach dem Familiengründer Aldo/Adelold?). Diese war in der Steinheimer Gegend reich begütert und hatte verwandtschaftlichen Bezug zu den Gründern des Reichsklosters Lorsch. Die meisten der im Lorscher Schenkungsbuch genannten Orte des Murrgaus fanden durch die Stiftungen dieser Gruppe ihre Ersterwähnung (Beihingen, Eglosheim, Geisingen, Ottmarsheim, Pleidelsheim, Rielingshausen, Steinheim, und vielleicht Höpfigheim).
Die vermutlichen Geschwister Gundwin und Truthlind aus dieser Familie schenkten 832 an ihr Hauskloster Lorsch Güter und sechs Leibeigene in Steinheim. Irlolf – wohl ihr Sohn – schenkte 852 ebenfalls Güter und zwölf Leibeigene in Steinheim und Rielingshausen.
Wohl schon bald nach dem Wolvald'schen Tauschgeschäft von 972 war der Einfluss der Aldonen aber verschwunden und ihre Güter im westlichen Murrgau zunächst mehrheitlich in speyerischer Hand.
Nach und nach gewannen dann lokale Niederadelsfamilien vermehrt an Einfluss. In Steinheim scheint das die Familie der Rudinge gewesen zu sein. Vielleicht geht auf sie auch der Bau der ersten Steinheimer Höhenburg auf dem Burgberg zurück, die sie als Warte über ihren lokalen Einflussbereich ab dem späten 10. oder frühen 11. Jahrhundert genutzt haben könnten.
Um 1100 taucht ein Ruding von Steinheim und seine Schwester Gepa auf, die mit einem Herren von Neckarwestheim (den späteren Herren von Liebenstein) verheiratet war. Sie sind vermutlich die Geschwister eines weiteren möglichen Bruders, dem Vater des Ruding von Murr und seinem Bruder Berthold. Dieser Berthold von Murr hatte wiederum einen Sohn Adalbert, was auf eine Verwandtschaft der Familie mit den Grafen von Ingersheim schließen lässt.
Zwischen 1105 und 1120, also während der Amtszeit des Hirsauer Abts Bruno von Beutelsbach, ist ein Erlewin von Steinheim als Zeuge einer Schenkung erwähnt, er war wahrscheinlich Sohn oder ein weiterer Bruder des Ruding von Steinheim. Witgowo von Steinheim, vermutlich Erlewins oder Rudings Sohn wird um 1140 genannt. Sein Bruder oder Cousin könnte dann Ruding von Rielingshausen (1140: Rutingsshusen; bereits 972: Ruodingeshusa) gewesen sein.
Dann gibt es erst mehr als ein Jahrhundert später wieder ein schriftliches Zeugnis der Herren von Steinheim. 1235 bereits verstorben, wird der Ritter Albert von Steinheim, der letzte männliche Nachfahre sowie ein Diakon gleichen Namens erwähnt. Ritter Albert war wohl Ministerial der Markgrafen Hermann V. und Rudolf von Baden, die im Murrgau den Ingersheimer Besitznachlass zu einem großen Teil wohl über die mit den Calwern verwandten Zähringer geerbt hatten und zu dieser Zeit wohl noch von Backnang und Besigheim aus regierten, aber auch die Burgen Kleiningersheim, Hoheneck und Schaubeck sowie in Steinheim einen großen Herrenhof in dieser Zeit erbauten und unterhielten. Diesen Steinheimer Freihof kauften 1255 Ritter Alberts einzige Tochter Elisabeth von Steinheim und ihr zweiter Ehemann Berthold von Blankenstein und machten ihn zum Grundstock des von ihnen bereits kurz zuvor gegründete Frauenklosters Mariental zu Steinheim. Zu diesem Zeitpunkt spielte der Murrgau als fränkische Verwaltungseinheit allerdings schon länger keine Rolle mehr.

### Herren von Bottwar/Herren (Hummel) von Lichtenberg
Der nach Graf Kunibert erste fassbare Bottwarer Grundherr Ado und seine Frau Detta, die vermutlich mit den Steinheimer/Lobdengauer Aldonen verwandt waren, werden 873 in einer Schenkungsurkunde an das Kloster Neuhausen genannt. Zwischen 950 und 976 tauschte Murrgaugraf Burkhard, den von seinen Vorfahren an Neuhausen geschenkten Herrenhof zurück. Burkhard war vielleicht ein Nachfahre des Ado und der Detta und vermutlich Großvater oder Vater des Grafen Boppo I. im Lobdengau, dem Stammvater der Lauffener Popponen und des Ingersheimer Murrgaugrafen Adalbert I.
Ein Rudigerus von Bottwar, vielleicht ein Verwandter der Steinheimer Rudinge, wird 1142 genannt. Die Herren von Bottwar sind wohl bis 1285 hier bezeugt.
Um 1100 wird der Bergfried, der zwischen Großbottwar und Oberstenfeld gelegenen späteren Burg Lichtenberg, als Steinhaus erwähnt. Die erste Nennung des Namens der Burg erfolgt mit einem Albert Herr von Lichtenberg in einer Urkunde Markgraf Herrmanns von Baden im Jahre 1197. 1225 wird wohl sein Sohn Albert von Lichtenberg in einer Urkunde des Klosters Ellwangen erwähnt, Ein 1353 verstorbener, weiterer Albert von Lichtenberg war Marschall des Kaisers Ludwig des Bayern, sein Bruder Hermann von Lichtenberg, der bereits 1335 verstarb, war Kanzler dieses Kaisers. Die Herren von Lichtenberg waren wohl, wie die zur gleichen Zeit bezeugten Hacken von Hoheneck, ein Zweig der in der Heilbronner Gegend begüterten Herren von Heinriet. Eine Verwandtschaft mit den ursprünglichen Ortsherren von Großbottwar wird vermutet.
Großbottwar wurde wohl vor 1279 von den Lichtenbergern zur Stadt erhoben. Noch vor 1353 nannte sich das Geschlecht Hummel von Lichtenberg.

### Grafen von Oberstenfeld/Chorfrauenstift
Wie Hermann Ehmer vor allem anhand der Forschungen von Gerhard Heß nachweisen konnte, wurde das Oberstenfelder Stift um 1016 gegründet. So soll ein unbekannter, vermutlich aus dem Rangau stammender Graf Adelhard († 22./23. Oktober: Adelhart ein greve … der lit in der cru{e}fte./Adelhardus comes) Güter, die er in Oberstenfeld durch seine wohl aus dem Ingersheimer Geschlecht stammende Mutter Gräfin Adeltrud († 18. März: Adeldrut ein grevinne, unser stifter mu{e}ter.) besaß, gemeinsam mit seinem Sohn Graf Heinrich von Oberstenfeld zur Stiftung eingesetzt haben. Auf diesen Heinrich (genannt Hezil; † 27. Januar 1054) geht wohl der Name des nahen Weiler Etzlenswenden zurück.
Ein weiterer wichtiger Zeuge der Klostergründung scheint Ulrich (13. April 1000: Oudalricus) der Kanzler des Königs und Kaisers Heinrich II. und des Kaisers Konrad II. zu sein. Auch er war vermutlich mit den Grafen von Oberstenfeld eng verwandt. Laut einer verlorengegangenen Inschrift verstarb er am 10. September 1032 und wurde in der Oberstenfelder Stiftskirche begraben.
Im Oberstenfelder Nekrolog werden noch weitere Grafen als hier bestattet genannt: Otto († 22. Januar), Eberhard († 26. August) und zwei Heinrich († 27. Januar: Hainrich; † 23. Juni: Hainricus). Die Angaben der Namen ist jedoch ohne Jahreszahl, sodass sie zeitlich nicht eingeordnet werden können.
|                                                     |                                                     |                                                     |                                                     |                                                     |                                                     |  |  |                                      |                                      |                                      |                                      |                                      |                                      |  |  | Burkhard im Murrgau ⚭ NN                           |                                                    |                                                    |                                                    |                                                    |                                                    |  |  |                                           |                                           |                                           |                                           |                                           |                                           |  |  |                                        |                                        |                                        |                                        |                                        |                                        |  |  |  |  |  |  |  |  |  |  |  |  |  |  |  |  |  |  |  |  |  |  |  |  |  |  |  |  |  |  |
|                                                     |                                                     |                                                     |                                                     |                                                     |                                                     |  |  |                                      |                                      |                                      |                                      |                                      |                                      |  |  |                                                    |                                                    |                                                    |                                                    |                                                    |                                                    |  |  |                                           |                                           |                                           |                                           |                                           |                                           |  |  |                                        |                                        |                                        |                                        |                                        |                                        |  |  |  |  |  |  |  |  |  |  |  |  |  |  |  |  |  |  |  |  |  |  |  |  |  |  |  |  |  |  |
|                                                     |                                                     |                                                     |                                                     |                                                     |                                                     |  |  |                                      |                                      |                                      |                                      |                                      |                                      |  |  |                                                    |                                                    |                                                    |                                                    |                                                    |                                                    |  |  |                                           |                                           |                                           |                                           |                                           |                                           |  |  |                                        |                                        |                                        |                                        |                                        |                                        |  |  |  |  |  |  |  |  |  |  |  |  |  |  |  |  |  |  |  |  |  |  |  |  |  |  |  |  |  |  |
| Adeltrud von Oberstenfeld ⚭ Adelhard Klosterstifter | Adeltrud von Oberstenfeld ⚭ Adelhard Klosterstifter | Adeltrud von Oberstenfeld ⚭ Adelhard Klosterstifter | Adeltrud von Oberstenfeld ⚭ Adelhard Klosterstifter | Adeltrud von Oberstenfeld ⚭ Adelhard Klosterstifter | Adeltrud von Oberstenfeld ⚭ Adelhard Klosterstifter |  |  | Ulrich (Oberstenfeld) Reichskanzler  | Ulrich (Oberstenfeld) Reichskanzler  | Ulrich (Oberstenfeld) Reichskanzler  | Ulrich (Oberstenfeld) Reichskanzler  | Ulrich (Oberstenfeld) Reichskanzler  | Ulrich (Oberstenfeld) Reichskanzler  |  |  | Adalbert im Murrgau ⚭ NN                           | Adalbert im Murrgau ⚭ NN                           | Adalbert im Murrgau ⚭ NN                           | Adalbert im Murrgau ⚭ NN                           | Adalbert im Murrgau ⚭ NN                           | Adalbert im Murrgau ⚭ NN                           |  |  | Otto von Bottwar ⚭ NN                     | Otto von Bottwar ⚭ NN                     | Otto von Bottwar ⚭ NN                     | Otto von Bottwar ⚭ NN                     | Otto von Bottwar ⚭ NN                     | Otto von Bottwar ⚭ NN                     |  |  | Poppo im Lobdengau ⚭ Adelheid von Metz | Poppo im Lobdengau ⚭ Adelheid von Metz | Poppo im Lobdengau ⚭ Adelheid von Metz | Poppo im Lobdengau ⚭ Adelheid von Metz | Poppo im Lobdengau ⚭ Adelheid von Metz | Poppo im Lobdengau ⚭ Adelheid von Metz |  |  |  |  |  |  |  |  |  |  |  |  |  |  |  |  |  |  |  |  |  |  |  |  |  |  |  |  |  |  |
| Adeltrud von Oberstenfeld ⚭ Adelhard Klosterstifter | Adeltrud von Oberstenfeld ⚭ Adelhard Klosterstifter | Adeltrud von Oberstenfeld ⚭ Adelhard Klosterstifter | Adeltrud von Oberstenfeld ⚭ Adelhard Klosterstifter | Adeltrud von Oberstenfeld ⚭ Adelhard Klosterstifter | Adeltrud von Oberstenfeld ⚭ Adelhard Klosterstifter |  |  | Ulrich (Oberstenfeld) Reichskanzler  | Ulrich (Oberstenfeld) Reichskanzler  | Ulrich (Oberstenfeld) Reichskanzler  | Ulrich (Oberstenfeld) Reichskanzler  | Ulrich (Oberstenfeld) Reichskanzler  | Ulrich (Oberstenfeld) Reichskanzler  |  |  | Adalbert im Murrgau ⚭ NN                           | Adalbert im Murrgau ⚭ NN                           | Adalbert im Murrgau ⚭ NN                           | Adalbert im Murrgau ⚭ NN                           | Adalbert im Murrgau ⚭ NN                           | Adalbert im Murrgau ⚭ NN                           |  |  | Otto von Bottwar ⚭ NN                     | Otto von Bottwar ⚭ NN                     | Otto von Bottwar ⚭ NN                     | Otto von Bottwar ⚭ NN                     | Otto von Bottwar ⚭ NN                     | Otto von Bottwar ⚭ NN                     |  |  | Poppo im Lobdengau ⚭ Adelheid von Metz | Poppo im Lobdengau ⚭ Adelheid von Metz | Poppo im Lobdengau ⚭ Adelheid von Metz | Poppo im Lobdengau ⚭ Adelheid von Metz | Poppo im Lobdengau ⚭ Adelheid von Metz | Poppo im Lobdengau ⚭ Adelheid von Metz |  |  |  |  |  |  |  |  |  |  |  |  |  |  |  |  |  |  |  |  |  |  |  |  |  |  |  |  |  |  |
|                                                     |                                                     |                                                     |                                                     |                                                     |                                                     |  |  |                                      |                                      |                                      |                                      |                                      |                                      |  |  |                                                    |                                                    |                                                    |                                                    |                                                    |                                                    |  |  |                                           |                                           |                                           |                                           |                                           |                                           |  |  |                                        |                                        |                                        |                                        |                                        |                                        |  |  |  |  |  |  |  |  |  |  |  |  |  |  |  |  |  |  |  |  |  |  |  |  |  |  |  |  |  |  |
| Beatrix von Oberstenfeld ⚭ Udo von Katlenburg       | Beatrix von Oberstenfeld ⚭ Udo von Katlenburg       | Beatrix von Oberstenfeld ⚭ Udo von Katlenburg       | Beatrix von Oberstenfeld ⚭ Udo von Katlenburg       | Beatrix von Oberstenfeld ⚭ Udo von Katlenburg       | Beatrix von Oberstenfeld ⚭ Udo von Katlenburg       |  |  | Heinrich (gen. Hezil) Klosterstifter | Heinrich (gen. Hezil) Klosterstifter | Heinrich (gen. Hezil) Klosterstifter | Heinrich (gen. Hezil) Klosterstifter | Heinrich (gen. Hezil) Klosterstifter | Heinrich (gen. Hezil) Klosterstifter |  |  | Eberhard von Ingersheim ⚭ NN Grafen von Ingersheim | Eberhard von Ingersheim ⚭ NN Grafen von Ingersheim | Eberhard von Ingersheim ⚭ NN Grafen von Ingersheim | Eberhard von Ingersheim ⚭ NN Grafen von Ingersheim | Eberhard von Ingersheim ⚭ NN Grafen von Ingersheim | Eberhard von Ingersheim ⚭ NN Grafen von Ingersheim |  |  | Beliza ⚭ Hartwig im Ufgau Grafen von Calw | Beliza ⚭ Hartwig im Ufgau Grafen von Calw | Beliza ⚭ Hartwig im Ufgau Grafen von Calw | Beliza ⚭ Hartwig im Ufgau Grafen von Calw | Beliza ⚭ Hartwig im Ufgau Grafen von Calw | Beliza ⚭ Hartwig im Ufgau Grafen von Calw |  |  | Poppo II ⚭ NN Grafen von Lauffen       | Poppo II ⚭ NN Grafen von Lauffen       | Poppo II ⚭ NN Grafen von Lauffen       | Poppo II ⚭ NN Grafen von Lauffen       | Poppo II ⚭ NN Grafen von Lauffen       | Poppo II ⚭ NN Grafen von Lauffen       |  |  |  |  |  |  |  |  |  |  |  |  |  |  |  |  |  |  |  |  |  |  |  |  |  |  |  |  |  |  |

Wohl nach dem Abgang dieser Stifterfamilie erlebte das Kloster ab der ersten Hälfte des 12. Jahrhunderts einen Aufschwung als adeliges Augustinerinnen-Chorfrauenstift. So werden ab 1139 die Herren von Heinrieth, ab 1197 die Herren von Lichtenberg erwähnt, die mit reichen Schenkungen am Kloster längerfristig beteiligt waren.
Auch die Äbtissinnen und Chorfrauen können erst ab dem 13. Jahrhundert anhand der im Nekrolog und Selenbuch genannten Jahreszahlen zeitlich eingeordnet werden. So werden vor 1286 genannt:
- Dutecha († 17. Januar)
- Luitgard († 10. März)
- Luitgard († 29. März)
- Friderun († 18. April)
- Kunigund († 11. Mai)
- Gertrud († 4. August)
- Adelheid († 5. September)
- Luitgard († 5. September)
- Hartrun († 16. Oktober)
- Mia († 28. Oktober)
- Adelheid († 11. November)

Ab 1286 werden genannt:
- Junta (1272–1285 erwähnt; † 23. oder 29. September)
- Adelheid (erwähnt am 12. August 1286; † 3. Dezember)
- Benedicta (erwähnt vor 1330; † 17. September)[110]

### Grafen von Backnang und Wolfsölden/Markgrafen von Baden/Chorherrenstift
Zur fränkischen Landausbauzeit wurde die Backnanger Bucht wohl dichter besiedelt. Fränkische Reihengräberfunde aus der Zeit des 7. Jahrhunderts in Zell, Murrhardt und Murrhardt-Hausen zeugen ebenso davon wie die auf -bach und -ach endenden Orte der Umgebung. Der ebenfalls in der Bucht liegende ehemalige alemannische Huntarehauptort Heiningen verlor daraufhin vermutlich seine Vormachtstellung an den an der strategischen Murrfurt gegründeten Ort Backnang mit seiner Michaelskirche.
Es wird angenommen, dass das Backnanger Gebiet um 1000 der Herzogin Gisela von Schwaben gehörte, die dieses in ihre dritte Hochzeit mit dem späteren Kaiser Konrad II. 1016 einbrachte und es somit unmittelbares Königsgut wurde. Konrad II. übertrug Backnang dann zwischen 1024 und 1027 vermutlich dem Grafen Mangold von Nellenburg, der es aber offenbar schon bald darauf nicht mehr besaß. Denn schon um 1027 heiratete Gisela von Backnang, die wohl die Tochter der Gisela von Schwaben und deren zweiten Ehemanns Ernst I. Herzog von Schwaben war, den Sülchgaugrafen Hesso I. aus dem alemannischen Adelsgeschlecht der Hessonen. Ihr gemeinsamer Sohn Sülchgaugraf Hesso II. und dessen Sohn Graf Hesso III., werden 1067 Grafen von Backnang genannt.
Hesso III. von Backnang erbaute sich wohl noch vor 1100 über dem nahen Buchenbachtal die Burg Wolfsölden, die Familie wird ab dieser Zeit Grafen von Wolfsölden genannt. Hesso III. ist unter diesem Familiennamen gemeinsam mit seinem Sohn Sigehard von Wolfsölden um 1100 in einer Schenkung an das Kloster Hirsau bezeugt.
Wohl über die Schwester des Sigehards Judith von Backnang, die den Markgrafen Hermann I. von Baden nach 1110 heiratete und mit ihm um 1116 das einflussreiche Augustiner-Chorherrenstift Backnang als Familiengrablege gründete, kam das Backnanger Gebiet an die Markgrafschaft Baden.
Die neue Grafschaft Wolfsölden entwickelte sich parallel zum badischen Backnang und brachte schon in der nächsten Generation drei einflussreiche Söhne hervor: Siegfried von Wolfsölden ein Bischof von Speyer (1126–1146), Gottfried von Wolfsölden dessen Name auf eine verwandtschaftliche Beziehung mit den Murrgaugrafen von Calw hindeutet und Graf Gerhard von Schauenburg, der seinerseits die Linie der Grafschaft Schauenburg im ehemaligen Lobdengau begründete.

### Walteriche/Kloster Murrhardt
Die frühen fränkischen Siedlungen um den ehemaligen römischen Kastellort Vicus Murrensis in Murrhardt wurden vom ehemaligen Kastell aus, das im Frühmittelalter als Hunnenburg bezeichnet wurde, verwaltet und ausgebaut. Die Hunnenburg stellte gleichzeitig ein freies Königsgut als auch einen wichtigen Grenzposten zur Alemannia dar, verlor nach dem Blutgericht zu Cannstatt von 746 aber ihre militärische Bedeutung.
Noch in der ersten Hälfte des 8. Jahrhunderts erhielt der Königshof wohl eine eigene Kirche. Zwischen 753 und 768 unternahmen die aus dem Lobdengau und bayrischen Nordgau stammenden Walteriche, die wohl mit den Aldonen verwandt waren, vermutlich gemeinsam mit dem Würzburger Bischof Megingaud den Versuch in Murrhardt ein Kloster einzurichten. Mit dem Tod König Pippins und der Abdankung Bischof Megingauds scheiterte der Versuch wohl allerdings zunächst. In einer Urkunde Kaiser Ottos III. von 993 wird dem Bistum Würzburg der Besitz, das es über Murrhardt von König Pippin wohl vor 788 erhalten hatte, bestätigt. Murrhardt blieb also würzburgisch, auch wenn das restliche Murrgau speyerisch wurde.
Der Eremit Walterich nahm den Aufbau des Benediktinerklosters Murrhardt um 814 wohl gemeinsam mit König Ludwig dem Frommen wieder auf und wurde um 816/817 dessen erster Abt. Er ist nach den Forschungen von Gerhard Fritz wohl identisch mit dem zweiten Abt Waltericus (794–796) des Klosters Neustadt an der Weinstraße.
In der im 12. Jahrhundert gefälschten Stiftungsurkunde König Ludwigs dem Frommen erhält das Kloster um 816/817 das Land um Murrhardt „jeweils eine Meile weit in jede Himmelsrichtung“, die Pfarreien Fichtenberg, Kaiserbach, Sulzbach, Erdmannhausen, Oßweil sowie ein Gut in Laufen am Kocher. Außerdem „35 Mancipien“ aus der Hunnenburg und dem wohl abgegangenen bzw. nicht eindeutig identifizierten Vrankenuurt. Am 19. August 906 erhält das Kloster den Herrenhof in Bottwar. Auch Besitz im etwas abgelegenen Orendelsall wird schon früh vermutet.
1027 schenkte Kaiser Konrad II. auf Bitten seiner Frau der Herzogin Gisela von Schwaben und des Erzbischofs Aribo von Mainz dem Würzburger Bischof Meginhard und seinen Nachfolgern den Wildbann im Murrhardter Wald und 1054 erhielt das Kloster Murrhardt von Kaiser Heinrich III. auf Bitten dessen Frau Agnes von Poitou königliches Eigengut in Westheim am Kocher. Wohl um 1064 schenkte König Heinrich IV. Herrenhöfe und Güter in Jagsthausen am Kocher. Zu dieser Zeit gehörten dem Kloster unter anderen bereits auch Besitzungen in Rielingshausen und Winzerhausen.
Für die Zeit des Murrgaus sind folgende Äbte des Klosters Murrhardts bekannt:
- Walterich (erwähnt 816[34])
- Engelbert (erwähnt 906[124])
- Adalolf (erwähnt 1027[73])
- Wizo (erwähnt 1064[125])
- Prior Adelbert (erwähnt 1191[126])